# جورج ماسون
جورج ماسون الرابع (بالإنجليزية: George Mason)‏ (11 ديسمبر من عام 1725 [على النمط القديم: 30 نوفمبر من عام 1725] حتى 7 أكتوبر من عام 1792)؛ مزارع أمريكي وسياسي ومندوب في الاجتماع الدستوري الأمريكي لعام 1787، وهو أحد المندوبين الثلاثة الذين رفضوا التوقيع على الدستور. أثرت كتاباته - بما في ذلك أجزاء كبيرة من قرارات فيرفاكس لعام 1774، وإعلان فرجينيا للحقوق لعام 1776، واعتراضاته على دستور الحكومة لعام (1787) المعارض للتصديق- تأثيرًا كبيرًا على الفكر والأحداث السياسية الأمريكية. كان إعلان فرجينيا للحقوق، لاسيما الذي ألفه ماسون، بمثابة أساس لوثيقة حقوق الولايات المتحدة، والذي اعتُبر الأب المؤسس لها.
ولد ماسون في عام 1725 -على الأرجح في المقاطعة المسماة الآن فيرفاكس- في فرجينيا. توفي والده عندما كان صغيرًا وأدارت والدته ممتلكات الأسرة حتى بلغ. تزوج في عام 1750، وبنى قاعة جونستون وعاش حياته كرجل ريفي نبيل، مشرفًا على أراضيه وعائلته والعبيد. خدم لفترة قصيرة في مجلس بورغيسيس وشارك بنفسه في شؤون المجتمع، وعمل أحيانًا مع جاره جورج واشنطن. قدُم ماسون لدعم الجانب الاستعماري مع تزايد التوترات بين بريطانيا والمستعمرات الأمريكية، مستخدمًا معرفته وخبرته لمساعدة القضية الثورية، وإيجاد طرق للعمل على قانون الطابع لعام 1765 والعمل ضمن إطار اتفاقية فرجينيا الرابعة المؤيدة للاستقلال في عام 1775 واتفاقية فيرجينيا الخامسة في عام 1776.
أعد ميسون المسودة الأولى لإعلان حقوق فرجينيا في عام 1776، وشكلت كلماته جزءًا كبيرًا من النص الذي اعتمدته اتفاقية فرجينيا الثورية النهائية. كما كتب دستورًا للدولة؛ سعى توماس جيفرسون وآخرون لدفع المؤتمر لتبني أفكارهم، لكنهم وجدوا أنه لا يمكن الوقوف بوجه نسخة ماسون من الدستور. أثناء حرب الاستقلال الأمريكية، كان ماسون عضوًا في مجلس نواب فرجينيا القوي في جمعية فرجينيا العليا، لكنه أثار غضب واشنطن والآخرين، برفضه الخدمة في الكونغرس القاري الثاني في فيلادلفيا، متذرّعًا بالتزامات صحية وأسرية.
في عام 1787، نُصب ماسون كأحد مندوبي ولايته في الاجتماع الدستوري وسافر إلى فيلادلفيا، التي تُعد رحلته الطويلة الوحيدة خارج فرجينيا. تحمل العديد من بنود الدستور طابعه، إذ كان ناشطًا في الاتفاقية لعدة أشهر قبل أن يقرر أنه لا يمكنه التوقيع عليها. وأشار في اعتراضاته إلى وجود شُح بارز في قائمة الحقوق، ولكنه أراد أيضًا وضع حد فوري لتجارة الرقيق والأغلبية العظمى لقانون الملاحة، ما قد يجبر مصدري التبغ على استخدام سفن أمريكية أكثر تكلفة. لقد فشل في تحقيق هذه الأهداف، وفشل مرة أخرى في اتفاقية تصديق فرجينيا لعام 1788، لكن كفاحه البارز من أجل قانون الحقوق قاد زميله جيمس ماديسون من فرجينيا إلى تقديم نفسه خلال المؤتمر الأول في عام 1789؛ صُدق على هذه التعديلات في عام 1791، أي قبل عام من وفاة ماسون. عُرف ماسون –بعد الغموض الذي تلا وفاته- في القرنين العشرين والواحد والعشرين لمساهماته في الولايات المتحدة الأمريكية المبكرة وفي ولاية فرجينيا.

## أصله وبداية حياته
كان جورج ماسون الأول جد جورج ماسون الأكبر فارسًا: هاجر بعض الفرسان، بعد هزيمتهم العسكرية في الحرب الأهلية الإنجليزية، إلى المستعمرات في أربعينيات وخمسينيات القرن السابع عشر. كان قد ولد في عام 1629 في بيرشور، في مقاطعة ورشستر الإنجليزية. استقر المهاجر جورج ماسون فيما يعرف حاليًا بمقاطعة ستافورد، في ولاية فيرجينيا، بعد أن حصل على أرض كمكافأة على جلب عائلته وخدمه إلى المستعمرة، بموجب القانون الذي منح 50 فدان لكل شخص انتقل إلى المستعمرة في فيرجينيا. كان ابنه جورج ماسون الثاني (1660-1716) أول من انتقل إلى ما أصبحت في عام 1742 مقاطعة فيرفاكس، ثم إلى الجبهة بين المناطق الخاضعة لسيطرة الإنجليز والأمريكيين الأصليين. عمل جورج ماسون الثالث (1690-1735) مثل والده وجده في مجلس بورغيسيس وكملازم مقاطعة أيضًا. كانت والدة جورج ماسون الرابع، آن ثومسون ماسون، هي ابنة المحامي العام السابق في فيرجينيا والذي كان قد هاجر من لندن وكان من عائلة يوركشير.
كان لدى ولاية فيرجينيا الاستعمارية في ذلك الوقت عدة طرق وقوارب يتم من خلالها معظم التبادل التجاري في خليج تشيسبيك أو روافده كنهري بوتوماك وراباهانوك. كانت معظم المستوطنات تقع بجانب الأنهار والتي كان من خلالها الفلاحون يقومون بالتجارة مع العالم. وهكذا، بنت فيرجينيا الاستعمارية عدة بلدات في البداية، لأن العقارات كانت مستقلة ذاتيًا إلى حد كبير، وكانوا يستطيعون الحصول على ما يريدونه بدون الحاجة لشرائه محليًا. حتى العاصمة، ويليامزبورغ، شهدت نشاطًا ضئيلًا عندما لم يكن المجلس التشريعي ينعقد. سيطر كبار ملاك الأراضي مثل عائلة ماسون على السياسات المحلية. ازدهر اقتصاد فيرجينيا وتراجع مع التبغ الذي يشكل المحصول الرئيسي، والذي كان في الغالب معدًا للتصدير إلى بريطانيا.
ولد جورج ماسون، الرابع في اسمه، في هذه البيئة بتاريخ 11 ديسمبر عام 1725. على الرغم من أن عائلته كان ماتزال تمتلك العقارات في مقاطعة ستافورد (حيث ولد كل من والده وجده والتي مثلتها الأجيال السابقة في مجلس بورغيسيس)، فقد ولد على الأرجح في مزرعة والده في دوغس نك (لاحقًا ماسون نك)، وعاش والداه أيضًا في أراضيهم على امتداد ضفاف نهر بوتوماك في ماريلاند، التي ورثته والدته، والذي قد يكون أيضًا هو مكان ولادته.
توفي جورج ماسون الثالث بتاريخ 5 مارس عام 1735، عندما انقلب قاربه أثناء عبوره نهر بوتوماك. ربت أرملته آن ابنهما جورج (ذو العشر سنوات في حينها) وأخين أصغر منهم كشريكة في الوصاية مع محامي فيرجينيا جون ميركر. كان ميركر عمهم بالزواج، لأنه كان زوج كاثرين أخت جورج ماسون الثالث. اختارت آن ماسون عقارًا في تشوباواميسك كريك (مقاطعة الأمير ويليام حاليًا في فيرجينيا) لتكون منزل الأرملة الخاص بها وعاشت هناك مع أطفالها وأدارت الأراضي التي استلم إدارتها ابنها الأكبر بعد عيد ميلاده الواحد والعشرين، بموجب لحق البكورة. في سن الواحدة والعشرين، ورث ماسون ممتلكات والده العقارية الكبيرة-آلاف الأفدنة من الأراضي الزراعية في فيرجينيا وماري لاند، إضافة إلى آلاف الأفدنة من الأراضي غير المزروعة في البلد الغربية. ورث ماسون أيضًا عبيد والده- يقال إن عددهم وصل إلى ثلاثمئة.
بدأ جورج تعليمه في عام 1736 مع السيد ويليامز، الذي وظفه ليعلمه مقابل مبلغ 1000 رطل (450 كغ) من التبغ سنويًا. بدأت دراسات جورج في منزل والدته، لكنه سافر في السنة التالية إلى السيدة سيمبسونز في ماريلاند، مع استمرار ويليامز في تعليمه في عام 1739. بحلول عام 1740، كان جورج مجددًا في تشوباوامسيك تحت وصاية الدكتور بريدج، على الأرجح تشارلز بريدج، الذي ساعد في تطوير المدارس التي تديرها جمعية تعزيز المعرفة المسيحية، وكان قد جاء إلى أمريكا في عام 1731. إضافة إلى ذلك، كان بإمكان ماسون وأخيه ثومبسون بلا شك الرجوع إلى مكتبة ميركر، واحدة من أكبر المكاتب في فيرجينيا. كان بإمكانه أن يكمل تعليمه بشكل غير رسمي من خلال محادثاته مع ميركر ومحبي الكتب الذين كانوا يجتمعون حوله.
كان ميركر رجلًا ذكيًا ذا آراء قوية، وكان يعبر عن وجهات نظره بطرق مهينة أحيانًا؛ وقد أثبت ذكاءً مشابهًا في رجاحة عقله وتحكمه بغضبه. بعد بلوغ جورج ماسون لسن الرشد في عام 1746، استمر في العيش في تشوباوامسيك مع إخوته ووالدته. 

## الرجل المحترم في فيرجينيا

### شخصية عامة
وقع على عاتق ماسون الوظائف والالتزامات ذاتها التي كانت تقع على عاتق والده وجده من قبله، باعتباره واحدًا من أكبر ملاك الأراضي المحلية المنحدرين من عائلة ماسون. تم تعيينه في عام 1747 في محكمة مقاطعة فيرفاكس. انتخب ماسون عضوًا في المجلس الكنسي الأبرشي في أبرشية ترورو، ليعمل فيها بين 1749-1785. تولى منصبًا بين ضباط ميليشيا المقاطعة، وترفع في النهاية إلى رتبة كولونيل. سعى في عام 1748 للحصول على مقعد في مجلس بورغيسيس؛ خضعت العملية لمراقبة عدد أكبر من كبار أعضاء المجلس ولم ينجح فيها، لكنه فاز فيها في عام 1758.
لم تنظر محكمة المقاطعة فقط في القضايا الجنائية والمدنية، بل إنها كانت تحكم أيضًا في المسائل المتعلقة بالضرائب المحلية. انحصرت العضوية في أغلبها بملاك الأراضي الرئيسيين. عمل ماسون حاكمًا لمعظم ما بقي من حياته، لكنه استبعد بسبب عدم حضوره إلى المحكمة منذ عام 1752 حتى عام 1764، واستقال في عام 1789 عندما أصبح استمراره في الخدمة منوطًا بقسمه لدعم الدستور الجديد الذي لم يتمكن من تأييده. لم يحضر في أغلب الأوقات حتى عندما كان عضوًا. أشار جوزيف هوريل في مقال صحفي له عن خدمة ماسون في المحكمة إلى أن حالته الصحية كانت سيئة غالبًا، وإلى أنه عاش أبعد من أي من ملاك الأراضي الرئيسيين في مجلس محكمة مقاطعة فيرفاكس، سواء كان في موقعها الأصلي بالقرب مما يعرف حاليًا بزاوية تايسون أم في ألكسندريا المؤسسة حديثًا. اعتبر روبرت روتلاند، محرر أوراق ماسون، أن خدمة في المحكمة كان لها أثر كبير على تفكير ماسون وكتاباته، لكن هوريل نفى ذلك قائلًا: «لو أن محكمة فيرفاكس قدمت تدريبًا أوليًا لماسون، كانت ستكون ميزته بصورة رئيسية هي عدم حضوره للدروس».
كانت ألكسندريا واحدة من المدن التي تأسست أو مُنحت مركزًا اعتباريًا في منتصف القرن الثامن عشر وقد كان لماسون مصالحه فيها؛ حيث اشترى ثلاثة من الحصص الأصلية على امتداد شوارع كينغ ورويال وأصبح أمينًا للبلدية في عام 1754. عمل أيضًا أمينًا لدومسفريس في مقاطعة الأمير ويليام، وكانت له مصالح تجارية هناك وفي جورج تاون، على جانب ماريلاند من نهر بوتوماك (في مقاطعة كولومبيا حاليًا).  

## آراء حول العبودية
امتلك ماسون الكثير من العبيد. في مقاطعة فيرفاكس، كان جورج واشنطن الوحيد الذي يمتلك عددًا أكبر من العبيد، ومن غير المعروف أن ماسون قد حرر أي من هؤلاء العبيد بملء إرادته، إذ قُسم عبيده بين أبنائه. أمر واشنطن الذي لم ينجب أطفالًا، وفقًا لإرادته، بعتق عبيده بعد وفاة زوجته، وقام جيفرسون بعتق عدد قليل من العبيد، معظمهم من عائلة همينجز، ومن المحتمل أن يكون أطفاله من سالي همينجز من بين المعتوقين. وفقًا لبرودووتر، «آمن ماسون على الأرجح -أو أقنع نفسه- أنه لم يملك خيارات. لم يفعل ماسون شيئًا من شأنه أن يضر بالعقود المالية المستقبلية لأبنائه التسعة». جادل بيتر فالنشتاين في مقالته حول «كيف فسر الكُتّاب ماسون» بأنه كان بإمكانه تحرير بعض العبيد دون الإضرار بمستقبل أطفاله، إذا أراد ذلك.
اختلف كُتاب سيرة ماسون والمترجمون الشفويون حول كيفية تقديم وجهات نظره حول القضايا المتعلقة بالرق. أنكرت سيرة مؤلفة من مجلدين (1892) لكيت ماسون رولاند –التي نوه برودووتر أنها «كتابة بيضاء جنوبية متعاطفة خلال أوج قوانين جيم كرو»- أن يكون جدها ماسون «مؤيد لإبطال الاسترقاق بالمعنى الحديث للمصطلح». وأشارت إلى أن ماسون «تأسف» لوجود العبودية وكان ضد تجارة الرقيق، لكنه أراد حماية العبودية في الدستور. في عام 1919، نشر روبرت س. ماسون سيرة سَلفه البارز، وأكد على أن جورج ماسون «وافق على عتق عبيده وكان أول من ألغى عقوبة الإعدام»، ورفض التوقيع على الدستور، لأنه «ألغى العبودية ثم أعادها ورفض إلغاءها أو التحضير لانقراضها التدريجي» من بين أسباب أخرى. أكد روتلاند، في عام 1961، أنه في أيام ماسون الأخيرة، «ترك التحالف الوحيد [بين نيو إنجلاند وديب ساوث في الاجتماع الدستوري] في فيلادلفيا الذي تفاوض على أي أمل في القضاء على العبودية بقايا من الاشمئزاز فيما يتعلق بالعبودية». زعمت كاثرين درينكر بوين، في قصتها المقروءة على نطاق واسع (1966) حول الاجتماع الدستوري، أن المعجزة في فيلادلفيا كانت اعتقاد ماسون بأن العبيد مواطنين «وحماس سكان فيلادالفيا الشديد حول إلغاء العبودية حتى قبل صياغة الكلمة».
اتخذ آخرون وجهة نظر أكثر دقة؛ إذ اعتبر كوبلاند وماكماستر وجهات نظر ماسون مماثلة لوجهات نظر أمثاله من طبقته الاجتماعية في فرجينيا: «إن تجربة ماسون في العمل بالسخرة جعلته يكره الرق لكن استثماره الكبير في ملكية العبيد جعل من الصعب عليه تجريد نفسه من النظام الذي احتقره». وفقًا لما قاله والينشتاين، «مهما كانت خطب ماسون الرنانة العرَضية، -إذا توجب على الفرد الاختيار- فقد اسعبد جورج ماسون العبيد، ولم يعادي العبودية. لقد تصرف نيابةً عن مستعبدي فرجينيا، وليس عن عبيدها». نوّه برودووتر إلى «إعراب ماسون باستمرار عن رفضه للرق؛ ويعكس هجومه على العبودية في عام 1787 خطابًا مشابهًا لاتفاقية فرجينيا لعام 1776. ولكن سلوكه كان أمرًا آخرًا».
وفقا لوالنشتاين، واجه المؤرخون والكتاب الآخرون «صعوبة كبيرة في التعامل مع السياق التاريخي لماسون، وقد خلطوا القصة بطرق متصلة، مضلّلين بعضهم البعض ومتبعين أخطاء بعضهم البعض أيضًا». يرجع بعض هذا الأمر إلى الخلط بين وجهات نظر ماسون بشأن العبودية ورغبته في حظر تجارة الرقيق الأفريقية، التي عارضها وحاربها بلا شك. خلافًا لذلك، فإن سجلّه مختلط: حظرت فرجينيا استيراد العبيد من الخارج في عام 1778، في الوقت الذي كان فيه ماسون في مجلس النواب. في عام 1782، بعد عودته إلى قاعة جونستون، سُن تشريع سمح بعتق الرقيق البالغين من العمر ما يكفي لدعم أنفسهم (لا يتجاوز 45 عامًا)، ولكن رُفض أحد الاقتراحات الذي ينص -بدعم من ماسون- على مطالبة العبيد المحررين بمغادرة فرجينيا في غضون عام أو سيباعون في مزاد علني. أكد برودووتر، «يجب أن يشارك ماسون جيفرسون في مخاوفه ومخاوف عدد لا يحصى من البيض الآخرين الذين لا يستطيعون العيش مع السود الأحرار».
أشار المندوبون مثل جورج نيكولاس -مؤيد التصديق على الدستور- إلى التناقض بين الرغبة في حماية ملكية الرقيق ومعارضة تجارة الرقيق في اتفاقية ريتشموند. صرح ماسون حول العبودية قائلًا «إنها بعيدة عن كونها خاصية مرغوبة. لكنها ستورطنا في صعوبات كبيرة وعدم القدرة على فقدانهم بعد الآن».

## روابط خارجية
- جورج ماسون على موقع الموسوعة البريطانية (الإنجليزية)
- جورج ماسون على موقع إن إن دي بي (الإنجليزية)